# دهستان جلیل‌آباد
دهستان جلیل‌آباد یکی از دهستان‌های شهرستان پیشوا در استان تهران ایران است. این دهستان در بخش جلیل‌آباد قرار دارد و براساس سرشماری مرکز آمار ایران در سال ۱۳۹۰، جمعیت آن ۷۳۰۰ نفر (در ۱۹۵۸ خانوار) بوده‌است.